# محمد عبد الرزاق محمود
محمد عبد الرزاق محمود سياسي صومالي، وزير خارجية الصومال السابق.

## الحياة السياسية
ظهر للمرة الأولى في المشهد السياسي الصومالي في عام 2017، لدى ترشحه لمنصب رئيس الصومال في الانتخابات الرئاسية الصومالية 2017. 

### وزارة الخارجية
في 19 نوفمبر 2020 عُيّن محمد عبد الرزاق محمود وزيرا للخارجية في حكومة رئيس الوزراء آنذاك محمد حسين روبلي، وأدى اليمين الدستورية في 25 نوفمبر.  وتسلم المنصب في 28 نوفمبر من سلفه أحمد عيسى عوض. 
تميز محمد عبد الرزاق بالصراحة أثناء عمله كوزير للخارجية،  وأجرى اجتماعات ومحادثات مع حلفاء الصومال، وعلى الأخص الاتحاد الأفريقي،  الصين،  كينيا،   الكويت،  قطر، تركيا، الأمم المتحدة، والولايات المتحدة. 
في 20 نوفمبر 2021، أقيل محمد عبد الرزاق من منصبه وعُين عبدي سعيد موسى خلفا له في تعديل وزاري أجراه رئيس الوزراء روبلي، ووصف محمد عبد الرزاق إقالته بالمفاجأة، مشيرا إلى أنه قدم استقالته في وقت سابق. وأشار محمود إلى أن "قضايا متعلقة بالعمل" ربما كانت السبب وراء مغادرته المفاجئة لمنصبه، دون توضيح لماهية القضايا.  وأفادت قناة MTV Somali أن سبب الإقالة هو توصل الرئيس الصومالي محمد عبد الله محمد  إلى اتفاق مع رئيس الوزراء محمد حسين روبلي، لحل الخلافات بينهما. 

### بعد منصب وزير الخارجية

#### الحملة الانتخابية
في يناير 2022، ترشح محمد عبد الرزاق لمقعد في مجلس الشعب في البرلمان الصومالي، لتمثيل ولاية بونتلاند، التي كانت تربطه بها علاقات جيدة.  إلا أنه لم ينجح في ذلك،
في مايو 2022 أعلن عن ترشحه لمنصب رئيس الصومال للمرة الثانية،  إلا أنه سرعان ما انسحب من السباق الرئاسي مصرحا أن حملته "ليس لديها إمكانية للفوز". كما أنه اعتبر أن سياسة حملته المبنية على التحدث مباشرة إلى الشعب لن تكون لديها فرصة للنجاح في انتخابات غير مباشرة. ورغم ذلك، أعلن أنه سيواصل الترشح للمناصب السياسية العليا في البلاد في المستقبل.